# نادي سدوس
سدوس, هو نادي كرة قدم سعودي يلعب في دوري الدرجة الرابعة. تأسس سنة 1982 بمدينة سدوس. ويتكون ألوان الفريق من ثلاثة ألوان هي الأزرق والأخضر والأبيض. أول رئيس للنادي عبد العزيز بن محمد بن معمر إلى 1998, ثم تولى رئاسة النادي محمد بن عبد الرحمن بن معمر وصعد به إلى الدوري الممتاز عام 1999-2000. حاليا يرأس النادي الدكتور خالد المقرن.

## مصدر
1. ↑  "كووورة: الموقع العربي الرياضي الأول". www.kooora.com. مؤرشف من الأصل في 2017-05-19. اطلع عليه بتاريخ 2022-11-23.
2. ↑  فريق: سدوس نسخة محفوظة 19 مايو 2017 على موقع واي باك مشين.